# Саїманга сіра
Саїманга сіра (Anthreptes gabonicus) — вид горобцеподібних птахів родини нектаркових (Nectariniidae). Мешкає в Західній і Центральній Африці.

## Поширення і екологія
Сірі саїманги поширені на західному узбережжі Африки від Сенегалу і Гамбії до північно-західної Анголи. Вони живуть в мангровах лісах, рівнинних тропічних лісах, на плантаціях і на морських узбережжях.